# 拉谢斯 (奥布省)
拉谢斯（法語：La Chaise，法語發音：[la ʃɛz]）是法国奥布省的一个市镇，属于奥布河畔巴尔区。

## 地理
拉谢斯（48°21'45"N, 4°39'35"E）面积8.81 平方千米，位于法国大東部大區奥布省，该省份为法国中北部省份，北起马恩省，西接塞纳-马恩省，西南至约讷省，东南至科多尔省，东临上马恩省。
与拉谢斯接壤的市镇（或旧市镇、城区）包括：绍梅尼勒、菲利尼、莫尔维利耶、珀蒂梅尼勒、苏莱讷迪、韦尔农维利耶。

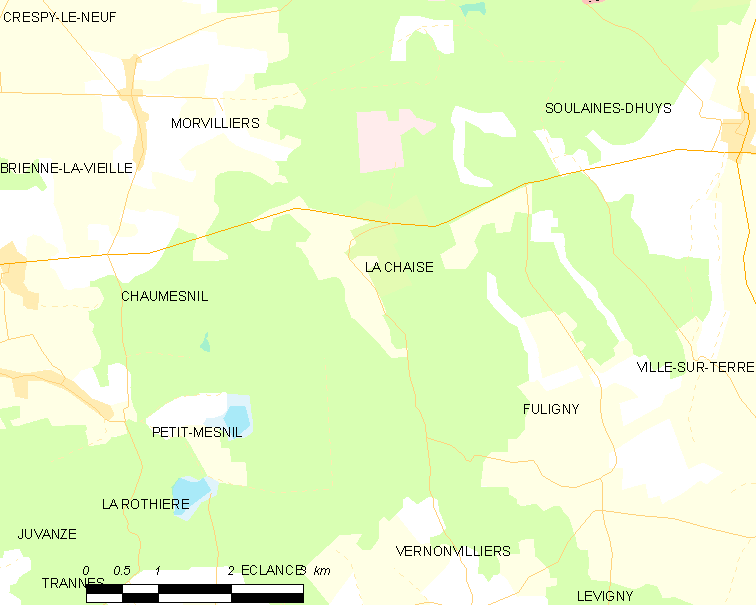
的OSM定位图

拉谢斯的时区为UTC+01:00、UTC+02:00（夏令时）。

## 行政
拉谢斯的邮政编码为10500，INSEE市镇编码为10072。

## 政治
拉谢斯所属的省级选区为奥布河畔巴尔县。

## 人口

1962-2008年间人口变化图示

拉谢斯于2022年1月1日时的人口数量为32人。